# Паришківська сільська рада
| Паришківська сільська рада — колишній орган місцевого самоврядування у Баришівському районі Київської області з адміністративним центром у с. Паришків. Історична дата утворення: в 1924 році. Водоймища на території, підпорядкованій даній раді: річка Трубіж. Сільській раді підпорядковані населені пункти: - с. Паришків - с. Бакумівка |

## Склад ради
Рада складається з 14 депутатів та голови.

### Керівний склад ради
| ПІБ                      | Основні відомості                                                         | Дата обрання | Дата звільнення |
| ------------------------ | ------------------------------------------------------------------------- | ------------ | --------------- |
| Щур Олександр Михайлович | Сільський голова, 1961 року народження, освіта, безпартійний              | 26.03.2006   | 31.10.2010      |
| Щур Олександр Михайлович | Сільський голова, 1961 року народження, освіта вища, член Партії регіонів | 31.10.2010   |                 |

Примітка: таблиця складена за даними джерела

## Населення
Згідно з переписом УРСР 1989 року чисельність наявного населення сільської ради становила 1420 осіб, з яких 615 чоловіків та 805 жінок.
За переписом населення України 2001 року в сільській раді мешкало 677 осіб.

### Мова
Розподіл населення за рідною мовою за даними перепису 2001 року:
| Мова       | Відсоток |
| ---------- | -------- |
| українська | 97,93 %  |
| російська  | 1,92 %   |
| болгарська | 0,15 %   |